# انزو استایولا
انزو استایولا (۱۵ نوامبر ۱۹۳۹ – ۴ ژوئن ٢٠٢۵) بازیگر اهل ایتالیا بود. شهرت وی بیشتر به خاطر بازی در فیلم دزد دوچرخه است. وی در دوران کودکی و نوجوانی چند فیلم دیگر بازی کرد اما در بزرگسالی معلم ریاضی شد.

## فیلم شناسی
- دزد دوچرخه -۱۹۴۸
- بازگشت دون کامیلو - ۱۹۵۳
- کنتس پابرهنه - ۱۹۵۴